# Aegiochus sarsae
Aegiochus sarsae är en kräftdjursart som först beskrevs av Brandt och Heinrich Andres 2008.  Aegiochus sarsae ingår i släktet Aegiochus och familjen Aegidae. Inga underarter finns listade i Catalogue of Life.